# زک و کودی مارتین
زک و کودی مارتین (به انگلیسی: Zack & Cody Martin) شخصیت محوری مجموعۀ تلویزیونی زندگی سوئیت زک و کودی و دنباله/اسپین‌آف این مجموعه زندگی سوئیت روی عرشه و فیلم تلویزیونی فیلم زندگی سوئیت است که دیلن اسپراوس (زک) و کول اسپراوس (کودی) ایفای نقش آن‌ها را به عهده داشته‌اند.